# BP-1432
La BP-1432 és una carretera gestionada per la Diputació de Barcelona. La B correspon a la demarcació de Barcelona i la P a la categoria de provincial. Discorre pels termes municipals al Vallès Oriental de Sant Feliu de Codines, Bigues i Riells del Fai, l'Ametlla del Vallès i la Garriga.
Té l'origen a la carretera C-59, en el punt giratori situat a l'entrada sud de Sant Feliu de Codines. Des d'aquest punt la carretera davalla cap a llevant, decantant-se lleugerament cap al nord, i arriba en 6 km a Bigues (poble del Vallès). Més tard travessa l'Ametlla del Vallès i, finalment, s'adreça al centre de la Garriga, on arriba procedent del sud-oest de la vila.
De fet, és continuïtat cap a llevant de la carretera BP-1241 (Sant Llorenç Savall - Sant Feliu de Codines); i també és continuïtat cap a ponent de la carretera BP-5107,el quilometratge de les quals prossegueix. Les tres carreteres formen part de la carretera de Sant Llorenç Savall a Llinars del Vallès.

## Terme municipal de Sant Feliu de Codines
Hi té l'origen, en concret al punt giratori de l'extrem meridional de la població, on enllaça amb la carretera C-59, en el punt quilomètric 18,35. Des d'aquest lloc davalla cap al nord-est, fent revolts molt tancats. El primer tram recte que encara forma part del nucli urbà de Sant Feliu de Codines, s'anomena carrer de la Roca Gran. Després de superar un primer torrent, arriba a un segon curs d'aigua, el torrent del Villar, on s'acaba el terme de Sant Feliu de Codines i comença el de Bigues i Riells del Fai. Just abans del canvi de terme municipal deixa al nord la masia del Villar, i a migdia, la Font del Clara.

## Terme municipal de Bigues i Riells del Fai

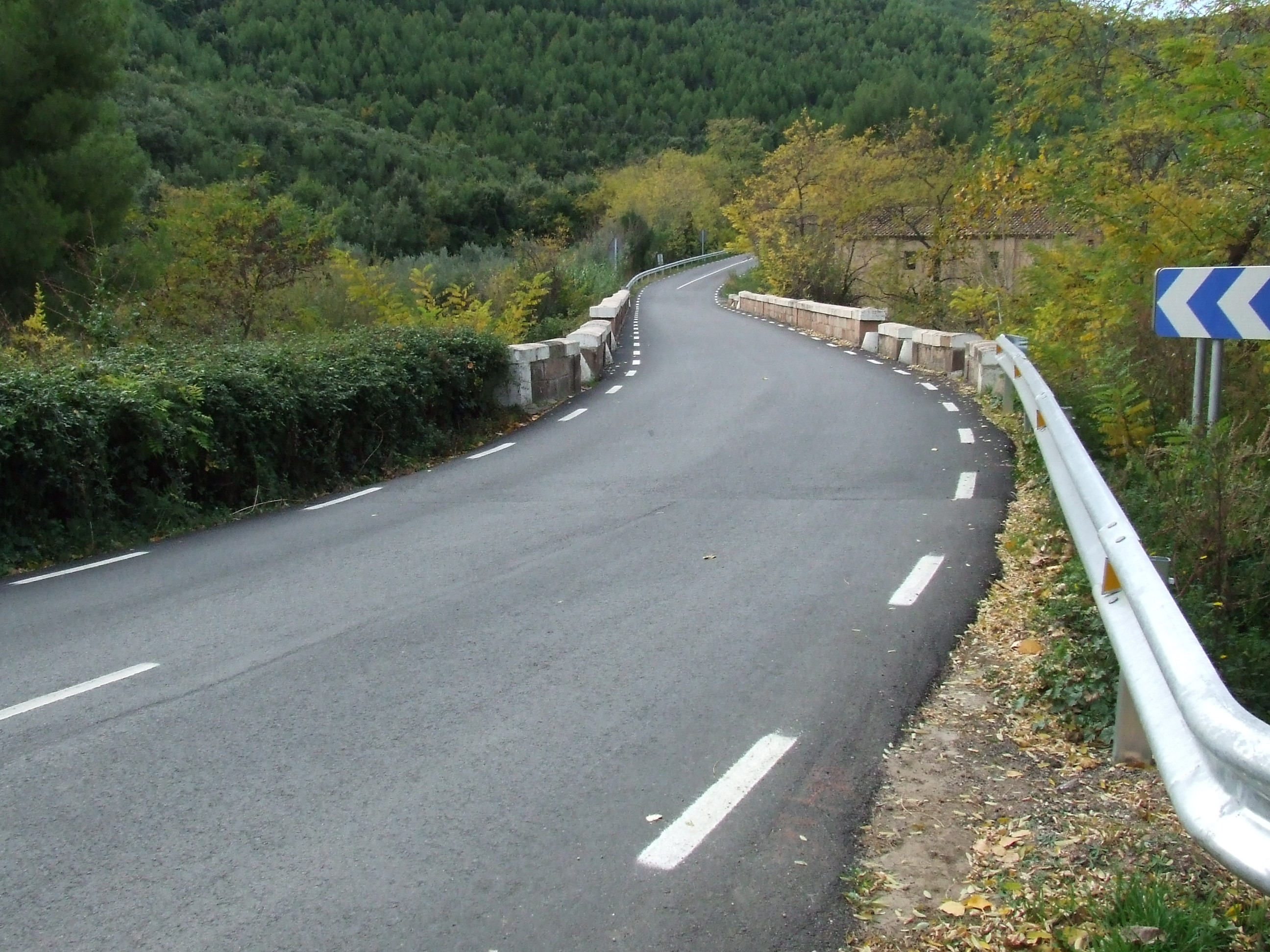
La carretera, al pont de Can Camp

Entra en aquest terme just a llevant de la masia del Villar, deixant a ponent l'església romànica de Santa Maria del Villar. Passa a migdia de la Margenada, i al nord i als peus dels turons d'en Xifreda i d'en Rossic, del Serrat de les Fargues i del Turó de Can Garriga. Deixa al nord la Mà Morta i la urbanització del Racó del Bosc, poc després de passar pel tancat Revolt del Cirerer. Ja a la part baixa de la vall, deixa al nord el Xalet Blau i la masia de Can Camp, i al sud la Baga de Can Camp, en el vessant nord de la muntanya dels Tres Termes. De seguida travessa el Tenes pel Pont de Can Camp, i al costat de la Parada troba l'arrencada cap al nord de la carretera BV-1483 (BP-1432, a Bigues i Riells del Fai - Riells del Fai).
Passa a migdia del Bosc de Can Castanyer i a ponent del Margarit i de la pedrera que hi ha a ran d'aquesta masia, i poc després, just en travessal el torrent del Quirze, entra en l'àmbit de Bigues (poble del Vallès). Deixa a ponent el Camp de Palau, les Barbotes, l'Avencó, Can Noguereta i Can Noguera, i a llevant, Can Perera, i tot seguit entre en el Rieral de Bigues, que travessa de nord-oest a sud-est. Al capdavall del Rieral de Bigues, després de deixar al nord Can Vedell i Mont Paradís, arriba al lloc d'on arrenca, cap al nord-oest, la carretera BV-1484 (BP-1432, al Rieral de Bigues - la Parròquia de Bigues). Continua cap al sud-est, fins que troba el punt giratori on enllaça amb la carretera BV-1435 (C-1415b, a Lliçà d'Amunt - Bigues i Riells del Fai). Just a llevant d'aquest lloc s'acaba el terme municipal de Bigues i Riells del Fai, i entra en el de l'Ametlla del Vallès.

## Terme municipal de l'Ametlla del Vallès
Finalment, al cap de 15 quilòmetres de recorregut, acaba en la C-17 (Barcelona - Puigcerdà) i la N-152a (Granollers - la Garriga). La seva continuïtat cap a llevant és la carretera BP-5107 (La Garriga - Llinars del Vallès).